# Episodi di Hawaii Squadra Cinque Zero (terza stagione)
La terza stagione della serie televisiva Hawaii Squadra Cinque Zero venne trasmessa in prima visione negli Stati Uniti da CBS dal 16 settembre 1970 al 10 marzo 1971.
| nº | Titolo originale                  | Titolo italiano                 | Prima TV USA      | Prima TV Italia |
| -- | --------------------------------- | ------------------------------- | ----------------- | --------------- |
| 1  | And a Time to Die...              | E un tempo per morire           | 16 settembre 1970 |                 |
| 2  | Trouble in Mind                   | Il canto del cigno              | 23 settembre 1970 |                 |
| 3  | The Second Shot                   | Il secondo colpo                | 30 settembre 1970 |                 |
| 4  | Time and Memories                 | Vecchi ricordi                  | 7 ottobre 1970    |                 |
| 5  | The Guarnerius Caper              | Un prezioso Guarneri            | 14 ottobre 1970   |                 |
| 6  | The Ransom                        | Doppio sequestro                | 21 ottobre 1970   |                 |
| 7  | Force of Waves                    | Ombre dal passato               | 28 ottobre 1970   |                 |
| 8  | The Reunion                       | Il raduno                       | 4 novembre 1970   |                 |
| 9  | The Late John Louisiana           | John Louisiana                  | 11 novembre 1970  |                 |
| 10 | The Last Eden                     | L'ultimo paradiso               | 18 novembre 1970  |                 |
| 11 | Over Fifty? Steal                 | Il trasformista                 | 25 novembre 1970  |                 |
| 12 | Beautiful Screamer                | Il poema dell'assassino         | 2 dicembre 1970   |                 |
| 13 | The Payoff                        | La resa dei conti               | 9 dicembre 1970   |                 |
| 14 | The Double Wall                   | Corsa contro il tempo           | 16 dicembre 1970  |                 |
| 15 | Paniolo                           | Paniolo                         | 30 dicembre 1970  |                 |
| 16 | Ten Thousand Diamonds and a Heart | Il grande colpo                 | 6 gennaio 1971    |                 |
| 17 | To Kill or Be Killed              | Uccidere o morire               | 13 gennaio 1971   |                 |
| 18 | F.O.B. Honolulu (Part 1)          | Matrici perfette (1ª parte)     | 27 gennaio 1971   |                 |
| 19 | F.O.B. Honolulu (Part 2)          | Matrici perfette (2ª parte)     | 3 febbraio 1971   |                 |
| 20 | The Gunrunner                     | Il trafficante d'armi           | 10 febbraio 1971  |                 |
| 21 | Dear Enemy                        | Un caro nemico                  | 17 febbraio 1971  |                 |
| 22 | The Bomber and Mrs. Moroney       | Il prigioniero modello          | 24 febbraio 1971  |                 |
| 23 | The Grandstand Play (Part 1)      | Omicidio allo stadio (1ª parte) | 3 marzo 1971      |                 |
| 24 | The Grandstand Play (Part 2)      | Omicidio allo stadio (2ª parte) | 10 marzo 1971     |                 |